# Ernie Grunfeld
Ernest “Ernie” Grunfeld (Satu Mare, 24 april 1955) is een voormalig Roemeens-Amerikaans basketballer. Hij won met het Amerikaans basketbalteam de gouden medaille op de Pan-Amerikaanse Spelen 1975 en de Olympische Zomerspelen 1976.
Grunfeld speelde voor het team van de University of Tennessee, voordat hij in 1977 zijn NBA-debuut maakte bij de Milwaukee Bucks. In totaal speelde hij 9 seizoenen in de NBA. Tijdens de Olympische Spelen speelde hij 6 wedstrijden, inclusief de finale tegen Joegoslavië. Gedurende deze wedstrijden scoorde hij 21 punten.
Na zijn carrière als speler was hij werkzaam als general manager bij verschillende basketbalteams.